# City of London
City of London

Vist i Greater London
| Status                | By (city)                  |
| Areal:                | 2,90 km²                   |
| Befolkning:           | 7807 (2002)                |
| Befolkningstæthed:    | 2692 pr. km²               |
| ONS-kode:             | 00AA                       |
| Adm. center:          | City of London (Guildhall) |
| Adm. grevskab:        | City of London             |
| Ceremonielt grevskab: | City of London             |
|                       |                            |
| Region:               | Greater London             |
|                       |                            |

City of London er en geografisk lille by i Greater London, England. Byen og Westminster er Londons historiske kerne, hvorfra den moderne storby udspringer. Byens grænser har været uændret siden middelalderen, og den er nu kun en lille del af Greater London.
I dag er City of London et vigtigt område for virksomheder og handel og er sammen med New York City et førende globalt finansielt centrum. Man omtaler ofte byen som blot the City eller som Square Mile, da dens areal udgør cirka en kvadratmil (2,6 km²). I middelalderen var City hele London og var skilt fra landsbyen Westminster, mens "London" i dag dækker et langt større område med begge byer. City of London er stadig en del af Londons bymidte, men bortset fra finansiel virksomhed ligger hovedparten af storbyens funktioner i West End. City of London har under 10.000 indbyggere, mens der arbejder 311.000 i området.
The City har to uafhængige enklaver inden for sit område, Inner Temple og Middle Temple. Enklaverne indgår i Citys område, men hører ikke administrativt under City of London Corporation. City of London Corporation administrerer det øvrige City og har også en række eksklaver (parker, skove og fælleder): Ashtead Common, Burnham Beeches, Epping Forest, Hampstead Heath (deriblandt Parliament Hill), Highgate Wood, Queen's Park, West Ham Park og West Wickham and Coulsdon Common.
City of London havde oprindelig en forsvarsmur, London Wall, der blev bygget af romerne for at beskytte den strategisk beliggende havneby. Bygrænsen ligger ikke længere inden for den gamle bymur, da byens område udvidedes med de såkaldte "City Bars" – som Temple Bar. Grænserne blev permanente i middelalderen, hvorfor City ikke kontrollerede eller kontrollerer hele London.
Bymurene er forsvundet, selv om flere dele af dem stadig kan ses. En del af den gamle bymur ved Museum of London blev blotlagt under anden verdenskrig som følge af ødelæggelserne efter et luftangreb den 29. december 1940, da blitzen var på sit højeste. Andre dele af bymuren ses ved St Alphage, London Wall og ved Tower of London.

## Indbyggertal
| År                                                         | Indbyggertal                                        |
| ---------------------------------------------------------- | --------------------------------------------------- |
| 1700                                                       | 208.000 (heraf 139.000 inden for bymurene; anslået) |
| 1750                                                       | 144.000 (heraf 87.000 inden for bymurene; anslået)  |
| 1801                                                       | 128.129 (folketælling)                              |
| 1841                                                       | 123.563 (folketælling)                              |
| 1881                                                       | 50.569 (folketælling)                               |
| 1901                                                       | 26.846 (folketælling)                               |
| 1911                                                       | 19.657 (folketælling)                               |
| 1921                                                       | 13.709 (folketælling)                               |
| 1931                                                       | 10.999 (folketælling)                               |
| 1951                                                       | 5.324 (folketælling)                                |
| 1961                                                       | 4.767 (folketælling)                                |
| 1971                                                       | 4.234 (folketælling)                                |
| 1981                                                       | 6.700 (midtårlig anslåelse)1                        |
| 1991                                                       | 5.400 (midtårlig anslåelse)                         |
| 2001                                                       | 7.400 (midtårlig anslåelse)                         |
| 2004                                                       | 8.600 (midtårlig anslåelse)                         |
| 2005                                                       | 9.200 (midtårlig anslåelse)                         |
| 1. Tallet er ikke direkte sammenligneligt med det fra 1971 |                                                     |

## Valgkredse (wards)
De 25 valgkredse er
- Aldersgate
- Aldgate
- Bassishaw
- Billingsgate
- Bishopsgate
- Bread Street
- Bridge
- Broad Street
- Candlewick
- Castle Baynard
- Cheap
- Coleman Street
- Cordwainer
- Cornhill
- Cripplegate
- Dowgate
- Farringdon Within
- Farringdon Without
- Langbourn
- Lime Street
- Portsoken
- Queenhithe
- Tower
- Vintry
- Walbrook

## Ekstern henvisning
- Corporation of London (på engelsk)

51°30′56″N 0°05′35″V / 51.5156°N 0.0931°V